# El peso de la cruz
El peso de la cruz es el tercer libro del uruguayo Fernando Amado. Escrito en noviembre de 2009, fue publicado por Editorial Sudamericana (Buenos Aires).

## Reseña
El libro El peso de la cruz: el Opus Dei en Uruguay, trata sobre del fundador de esta corriente, Josemaría Escrivá, las tradiciones dentro de ella, vinculaciones con otros grupos religiosos y con los políticos del Uruguay, las conexiones con las instituciones educativas vinculada al Opus Dei como la Universidad de Montevideo, etc.
En el capítulo «Opus Dei versus masonería» explica la enemistad histórica de ambas instituciones, pero al mismo tiempo muestra cuán similares son, presentando varios ejemplos. También presenta el Caso Peirano, en el que familiares de Jorge Peirano Facio fueron arrestados.
En este libro Amado penetra en el corazón de esta institución para desentrañar mitos y certezas.
El libro fue superventas, galardonado con el Premio Libro de Oro por la Cámara Uruguaya del Libro.